# David Sharpe
David Sharpe (* 8. července 1967) je bývalý britský atlet, halový mistr Evropy v běhu na 800 metrů.
V roce 1986 se stal juniorským mistrem světa v běhu na 800 metrů. O dva roky později se na této trati stal halovým mistrem Evropy. V roce 1990 vybojoval stříbrnou medaili na evropském šampionátu ve Splitu. Jeho osobní rekord na této trati 1:43,98 pochází z roku 1992.